# Hertogdom Savoye
Het hertogdom Savoye (Frans: Duché de Savoie, Arpitaans: Duchê de Savouè, Italiaans: Ducato di Savoia) was een hertogdom in de historische regio Savoye die nu grotendeels bij Frankrijk en voor een kleiner deel bij Italië hoort.
Het hertogdom ontstond uit het graafschap Savoye in 1416. Het was tot 1536 onderdeel van de Boven-Rijnse Kreits, een onderdeel van het Heilige Roomse Rijk. Het werd in de loop van de tijd meerdere keren door Frankrijk bezet, in 1792 onder andere door het Eerste Franse Keizerrijk. In 1860 kwam het bij het Verdrag van Turijn definitief bij Frankrijk, nadat het tijdens de Ontmoeting van Plombières in juli 1858 was toegezegd aan het land.

## Geschiedenis

### Vijftiende eeuw
Het hertogdom ontstond in 1416 toen keizer Sigismund graaf Amadeus VIII van Savoye tot hertog verhief. Het territorium van het hertogdom omvatte toen Moriana, het Aostadal en Piëmont. Behalve een paar kilometer kust rond Nice, verkregen in de vijftiende eeuw, had het hertogdom geen toegang tot de Middellandse Zee. Het naburige koninkrijk Frankrijk stond verdere uitbreiding en ontwikkeling gedurende de renaissance in de weg.
De regering van Amadeus VIII zorgde ervoor dat de economie en de politiek weer opbloeide. Zijn lange regeerperiode werd gekenmerkt door vele hoogtepunten zoals het verkrijgen van het hertogdom Monferrato en de heerlijkheid Saluzzo. Hij hervormde de politiek en vaardigde diverse wetten uit maar is ook bekend door controversiële acties. De eerste was in 1434 toen hij zich terug trok uit de politiek en ging leven als een monnik in de door hem opgerichte Orde van Sint-Mauritius en Sint-Lazarus. In 1439 aanvaardde hij het verzoek om tegenpaus te worden waarna hij de naam Felix V aannam. Hij trok zich tien jaar later terug omdat hij bang was dat hij de religieuze eenheid van de christenen zou ondermijnen.
De tweede opmerkelijke actie van Amadeus VIII was het uitroepen van het vorstendom Piëmont in augustus 1424. Hij liet het bestuur als eretitel over aan zijn eerstgeboren zoon. De hertog creëerde het territorium grotendeels uit de gebieden van het graafschap Savoye. Amadeus gaf veel aandacht aan kunst en cultuur in de Italiaanse Piëmont. Zo gaf hij onder andere opdrachten aan de beroemde schilder Giacomo Jaquerio.

Kaart van Italië in 1494; Savoye in rood.

Zijn jongste zoon, Amedeo, overleed in 1431 en werd opgevolgd door zijn tweede zoon Lodewijk van Savoye. Lodewijk werd opgevolgd door de zwakke Amadeus IX van Savoye die zeer religieus was (hij werd uiteindelijk zalig verklaard) maar weinig politieke macht had. Hij liet toe dat zijn vrouw Yolande, de dochter van koning Karel VII van Frankrijk, belangrijke beslissingen nam. Tijdens haar periode had Frankrijk de volledige vrijheid om de politiek in Savoye te beheersen en werd het vorstendom Piëmont nog meer met Frankrijk verbonden.
De economie van het hertogdom had in deze jaren te lijden van oorlog, het slechte bestuur van Yolande en de bedragen die Amadeus IX aan de armen van de stad Vercelli schonk. De toekomst van het hertogdom kwam in de handen van de jonge Filibert I die op zeventienjarige leeftijd na een regeerperiode van 10 jaar overleed. Hij werd opgevolgd door Karel I.

### Zestiende eeuw
In 1504 overleed de hertog Filibert II. Hij werd opgevolgd door Karel III een tamelijk zwakke heerser. Vanaf 1515 was Piëmont bezet door buitenlandse troepen en koning Frans I van Frankrijk zat te wachten op het moment dat hij het hele hertogdom Savoye kon annexeren. In 1536 gaf Frans I de opdracht voor de bezetting van het hertogdom door een sterke militaire macht. Karel III realiseerde zich te laat dat zijn staat verzwakt was en probeerde de belangrijke stad Turijn te beschermen. De stad ging op 3 april van hetzelfde jaar verloren. Karel III trok zich terug in zijn residentie te Vercelli om van daaruit verder te vechten, maar hij wist de vijandelijke troepen niet te verdrijven.

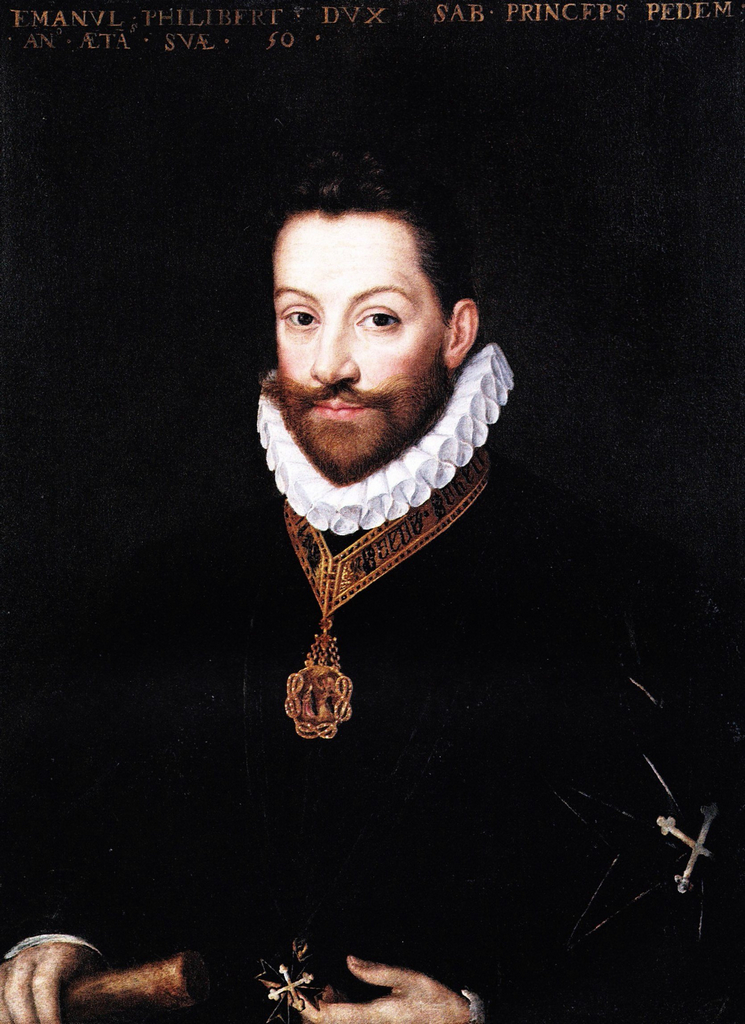
Emanuel Filibert van Savoye (1528-1580)

Hertog  Emanuel Filibert had een bepalende invloed op het land door een einde te maken aan meer dan twintig jaar bezetting. Bij de Vrede van Cateau-Cambrésis wist hij de volledige autonomie van het hertogdom te herstellen.
Emanuel Filibert besefte dat hij het koninkrijk Frankrijk niet meer kon vertrouwen en daarom werd de hoofdstad naar Turijn verplaatst. Deze stad kon door de Cittadella, een complex van verdedigingswerken, beter verdedigd worden dan de vorige oorspronkelijke hoofdstad (Chambéry). Emanuel Filibert had door zijn militaire ervaringen in Vlaanderen geleerd hoe hij een leger moest aanvoeren en won daardoor de Slag bij Saint-Quentin. Hij was de eerste hertog van Savoye die een stabiel militair apparaat op de been bracht dat niet bestond uit huurlingen maar uit speciaal getrainde soldaten uit Piëmont.
Zijn zoon Karel Emanuel I breidde het hertogdom in 1601 bij het Verdrag van Lyon uit met eerder aan Frankrijk verloren gebieden. Dit ten koste van het markgraafschap Monferrato en het markgraafschap Saluzzo. De oorlogen die Karel Emanuel aanging eindigden meestal in een nederlaag maar desondanks werd hij herinnerd als "Karel de Grote". Deze titel had hij te danken aan het feit dat hij een man van cultuur, architectuur, poëzie en een goede hervormer was. Hij wist het hertogdom goed te besturen ondanks de crises die de verschillende Europese mogendheden doormaakten en hij vond steun bij de Habsburgse monarchie. De politiek van Karel Emanuel was meer gericht op internationale oorlogsvoering zoals die tegen de markies van Saluzzo en de deelname in succiessieoorlogen van het hertogdom Mantua en Monferrato. In deze kwesties koos Savoye meestal de kant van Spanje maar in sommige gevallen, zoals bijvoorbeeld vastgelegd in het Verdrag van Suza, viel hij terug op Frankrijk.

### Zeventiende eeuw

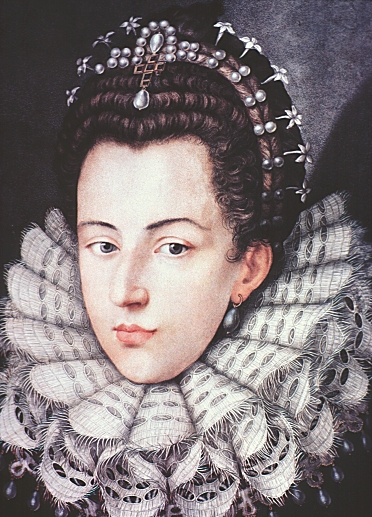
Christine van Frankrijk, regentes van Savoye tussen 1637 en 1663

De druk van het hof van Versailles op Piëmont werd opgevoerd door het huwelijk van Victor Amadeus I met Christina van Frankrijk, zus van koning Lodewijk XIII van Frankrijk. Tijdens de Mantuaanse Successieoorlog (1628-1631) werd het land door Frankrijk bezet. Savoye had te lijden onder armoede en een uitbraak van de pest in 1630. Na de dood van Victor Amadeus I in 1637 brak de Piëmontese Burgeroorlog uit. De twee broers van Victor Amadeus I, Maurits van Savoye en Thomas Frans van Savoye eisten het regentschap over zijn twee minderjarige zonen Frans Hyacinth en Karel Emanuel op. Turijn werd geplunderd op 27 juli 1639. Pas in 1642 werd de vrede getekend en kwam Karel Emanuel II op de troon. Christina bleef de macht behouden tot de meerderjarigheid van haar zoon in 1648.
In 1655 richtten troepen van het hertogdom een bloedbad onder de protestantse Waldenzen aan, dat als de Pasque Piedmont bekend is geworden. Door internationale druk stopte het bloedbad en in 1664 werd er een overeenkomst met de Waldenzen gesloten. Het beleid van Karel Emanuel II was de eerste stap in de richting van grote hervormingen die door zijn opvolger in de volgende eeuw uitgevoerd zouden worden. Een belangrijke hervorming was het instellen van milities in Savoye. Een andere was het opzetten van een openbaar schoolsysteem in 1661. Karel Emanuel was een man van cultuur en een staatsman die het vak leerde van Lodewijk XIV. Hij liet het paleis in Venaria Reale in barokke stijl bouwen. In deze tijd van groeiende steden zette Karel Emanuel II zich in voor de expansie van Turijn in barokke stijl.
Na de dood van Karel Emanuel II in 1675 werd hij opgevolgd door zijn zoon Victor Amadeus II. Omdat die minderjarig was, werd het bestuur van het hertogdom waargenomen door zijn moeder Maria Johanna van Savoye. Zijn moeder probeerde Victor Amadeus uit te huwelijken aan haar nicht Isabel Luísa Josefa de Bragança, dochter van Peter II van Portugal en haar zus Maria Francisca van Nemours, maar dit mislukte. Ze zette hiermee het voortbestaan van het hertogdom op het spel, omdat het dan net als andere Italiaanse staten zou zijn overgeleverd aan een buitenlandse macht. Uiteindelijk huwde Victor Amadeus in 1684 met Anne Marie van Orléans, een nicht van Lodewijk XIV.
Tijdens de regeerperiode van Victor Amadeus II werd de relatie met Frankrijk steeds slechter en in juni 1690 sloot Savoye zich aan bij de grote coalitie, de Grote Alliantie, tegen het Frankrijk en raakte betrokken in de Negenjarige Oorlog (1688-1697). Het leger van Savoye versloeg het leger van Lodewijk XIV tijdens de Slag bij Cuneo (1691), maar werd bij de Slag bij Staffarda en de Slag bij Marsaglia (1693) door het Franse leger verpletterd. 
Na de Negenjarige Oorlog nam het hertogdom Savoye aan de zijde van Frankrijk deel aan de Spaanse Successieoorlog (1701-1713), tegen de Grote Alliantie. Toen het hertogdom Savoye vanwege tegenvallende resultaten deze alliantie (met Frankrijk) verliet, viel het Franse leger Savoye binnen. De troepen van Marquis of Fouillade versloegen de troepen van Savoye en joegen deze terug tot Turijn. Door de komst van Eugenius van Savoye, de neef van Victor Amadeus, op het slagveld werd de oorlog die veel schade in Savoye had aangericht beëindigd.

### Verwerving van het koninkrijk Sardinië

Kaart van Italië in 1796; Savoye in blauw als onderdeel van het koninkrijk Sardinië.

Italiaanse staten in de negentiende eeuw.

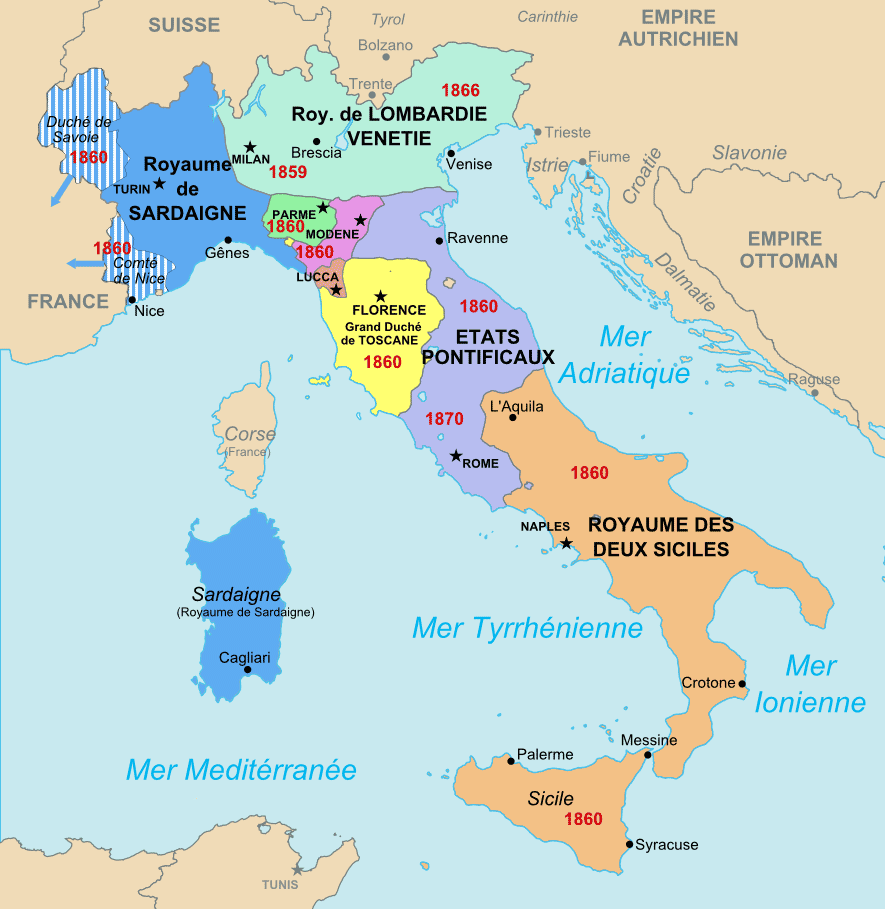
Italiaanse staten in de negentiend eeuw. De Franse annexatie van Savoye was in 1860.

Aan het einde van het jaar 1713 werd Victor Amadeus door de Europese machten beloond met de titel van koning en kreeg hij het koninkrijk Sicilië. Daarnaast bleef hij hertog van Savoye. De nieuwe koning Filips V van Spanje was niet blij met het verlies van Sicilië en viel het land binnen. Dankzij de hulp van de Oostenrijkers konden de Spanjaarden worden verdreven. Met het Verdrag van Den Haag (1720) moest Victor Amadeus II, Sicilië ruilen voor het koninkrijk Sardinië en kwam Sicilië in bezit van de Oostenrijkse Habsburgers. Het koninkrijk Sardinië werd staten van Savoye of koninkrijk Piëmont-Sardinië genoemd en het bestond uit gebied van Savoye, Piëmont, het Aostadal, Nice en Sardinië.

### Verdere geschiedenis
Tijdens de Poolse Successieoorlog (1733-1738) stond Karel Emanuel III van Sardinië aan Franse zijde en tijdens de Oostenrijkse Successieoorlog (1740-1748) aan Oostenrijkse zijde (tegen Frankrijk). Dit leverde hem kleine terreinwinst op. Tijdens de Zevenjarige Oorlog (1756-1763) bleef hij neutraal.
Victor Amadeus III (1773-1796), tegenstander van de Franse Republiek, bood onderdak aan de Frans gevluchte adel. Deze bezette in september 1792 Savoye en Nice en viel in 1794 Piëmont binnen. In de Eerste Coalitieoorlog boekte hij wel enige successen tegen Frankrijk, maar door demoralisering en een lege schatkist werd hij in 1795 en 1796 verslagen. Hij werd in dat laatste jaar gedwongen het Verdrag van Parijs te aanvaarden, waarbij hij een aanzienlijke som geld moest betalen, Savoye en Nice aan Frankrijk moest afstaan en een Frans garnizoen in Piëmont moest toelaten. Hij stierf vlak daarna en werd opgevolgd door zijn oudste zoon Karel Emanuel IV.
Savoye werd tussen 1792 en 1815 door Franse revolutionaire troepen bezet. Het hertogdom werd eerst onderdeel van het departement Mont-Blanc. In 1798 werd het gebied verdeeld tussen de departementen Léman en Mont-Blanc. Door het Congres van Wenen (1814-1815) werd het koninkrijk Piëmont-Sardinië hersteld. In 1860 werd het hertogdom bij het Verdrag van Turijn geannexeerd door Frankrijk, nadat het tijdens de Ontmoeting van Plombières in juli 1858 was toegezegd aan het land. De laatste hertog van Savoye Victor Emanuel II werd een jaar later koning van Italië.

## Hertogen van Savoye
- 1416–1440 Amadeus VIII
- 1440–1465 Lodewijk
- 1465–1472 Amadeus IX
- 1472–1482 Filibert I
- 1482–1490 Karel I
- 1490–1496 Karel II
- 1496–1497 Filips II
- 1497–1504 Filibert II
- 1504–1553 Karel III
- 1553–1580 Emanuel Filibert
- 1580–1630 Karel Emanuel I
- 1630–1637 Victor Amadeus I
- 1637–1638 Franc Hyacinth
- 1638–1675 Karel Emanuel II
- 1675–1730 Victor Amadeus II (1713-1720 koning van Sicilië, daarna koning van Sardinië)
- 1730–1773 Karel Emanuel III
- 1773–1796 Victor Amadeus III
- 1796–1802 Karel Emanuel IV
- 1802–1821 Victor Emanuel I
- 1821–1831 Karel Felix
- 1831–1849 Karel Albert
- 1849–1860 Victor Emanuel II

Republiek Amalfi · Benevanto · Bologna · Cisalpijnse Republiek · Cispadaanse Republiek · koninkrijk Etrurië · hertogdom Ferrara · republiek Genua · hertogdom Modena en Reggio · hertogdom Parma en Piacenza · Italiaanse Sociale Republiek · Kerkelijke Staat · Koninkrijk der Beide Siciliën · koninkrijk Italië · Ligurische Republiek · Lombardije-Venetië · Lucca · hertogdom Mantua · hertogdom Milaan · koninkrijk Napels · Parthenopeïsche Republiek · Piëmont · Piombino · republiek Pisa · Romagna · koninkrijk Sardinië · hertogdom Savoye · Seborga · koninkrijk Sicilië · republiek Siena · groothertogdom Toscane · Transpadaanse Republiek · Tavolara · Valtellina · republiek Venetië